# Rubén Garcés Sobrevia
Rubén Garcés Sobrevia (Huesca, Aragón, España, 7 de noviembre de 1993) es un futbolista español. Se desempeña como defensa central y su actual equipo es el Malappuram Fc de la Súper Liga de Kerala en la India.

## Trayectoria
Garcés, aunque nacido en la capital oscense, es natural de la localidad monegrina de Montesusín. Formado en las categorías inferiores de la Sociedad Deportiva Huesca, jugó también en Tercera División con el filial del Huesca, la Agrupación Deportiva Almudévar. En 2014 se desligó definitivamente del conjunto altoaragonés para fichar el Club Deportivo Toledo, club con el que compitió durante dos temporadas, para posteriormente fichar por la Arandina.
En 2017 ficha por el Club de Fútbol La Nucía, equipo alicantino de la Tercera División, en la competirá una campaña, tras la cual no renueva. Tras encontrarse sin equipo durante toda la primera vuelta de la temporada siguiente, se incorpora en el mercado de invierno a la Sociedad Deportiva Ejea de la Segunda División B de España.

## Clubes
| Club            | País   | Año       |
| --------------- | ------ | --------- |
| A. D. Almudévar | España | 2012-2013 |
| S. D. Huesca    | España | 2012-2014 |
| C. D. Toledo    | España | 2014-2016 |
| Arandina C. F.  | España | 2016-2017 |
| C. F. La Nucía  | España | 2017-2018 |
| S. D. Ejea      | España | 2019      |
| C. D. Alcoyano  | España | 2019-2021 |
| S. D. Ejea      | España | 2021-2022 |
| Utebo F. C.     | España | 2022-2023 |
| Malappuram FC   | India  | 2024-Act. |